# Haftanstalt Halden

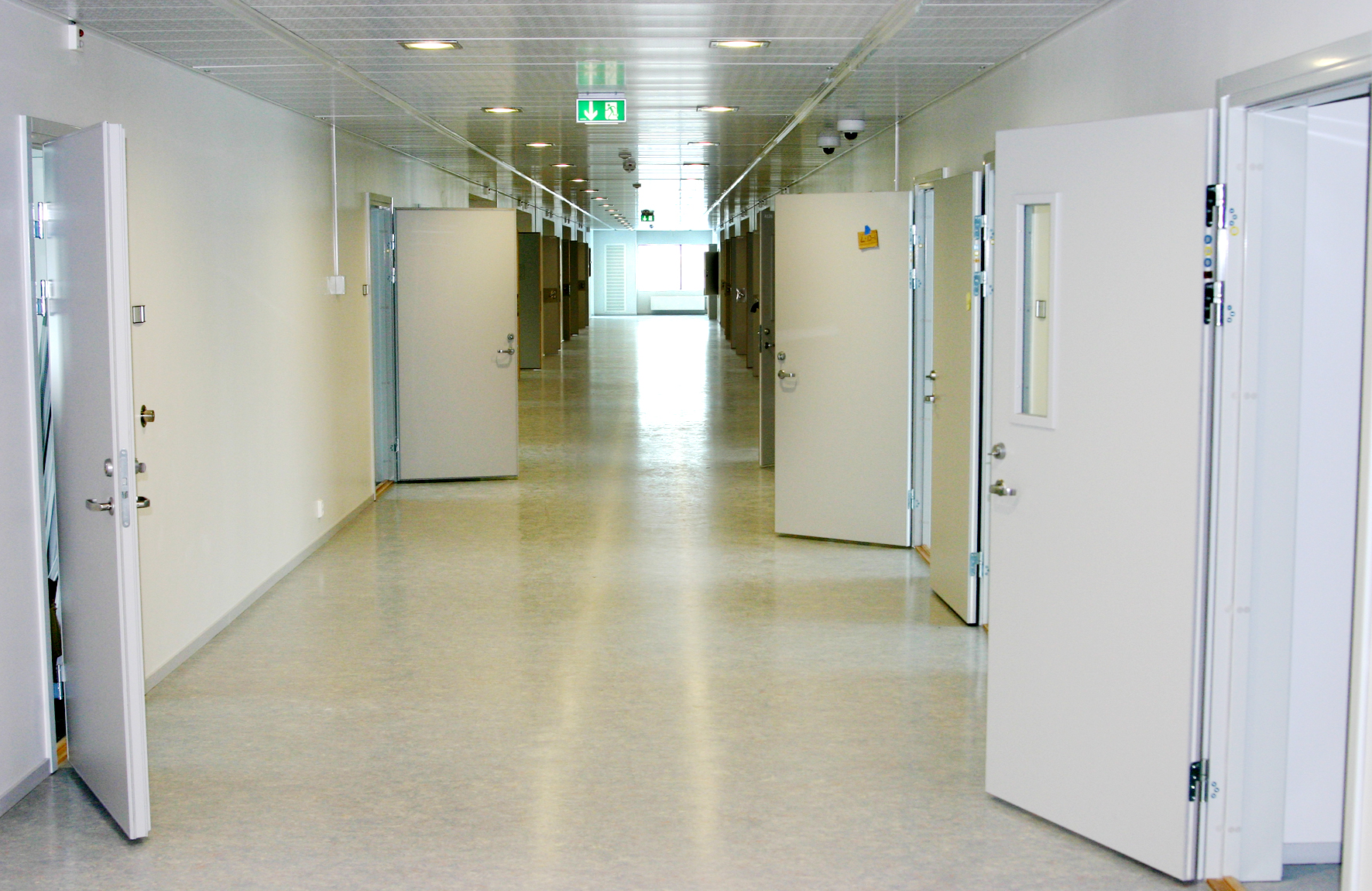
Zellentrakt

Die Haftanstalt Halden ist das zweitgrößte Gefängnis Norwegens in Halden. Das Hochsicherheitsgefängnis ist seit dem 1. März 2010 in Betrieb. Insgesamt hat es 252 Plätze. Es wurde vom Architekten Erik Møller entworfen. Im Mai 2010 wurde das Gefängnis in der amerikanischen Zeitschrift Time als „das humanste Gefängnis der Welt“ bezeichnet. Die Wärter in Halden tragen keine Schusswaffen. Die Anlage ist als Dorf konzipiert.

## Ausstattung
Eine typische Gefängniszelle in der Haftanstalt verfügt über einen Flachbildfernseher, eine eigene Toilette und Dusche, einen Kühlschrank und Schränke. Die Fenster sind nicht vergittert. Die Ausstattung wird daher öfter mit der eines Hotelzimmers verglichen. Das Gefängnis verfügt darüber hinaus noch über gesonderte Sicherheitszellen und eine Abteilung zur Behandlung von Drogensucht.

## „Normalitätsprinzip“
Das Leben im Gefängnis soll nach Angaben des Direktors Are Høidal „so weit wie [für ein Gefängnis] möglich dem Alltag außerhalb der Mauer ähneln [...].“ Halden verfügt über eine Werkstatt und eine Schule. Dort verdienen die Insassen etwas Geld. Zudem hat die Anlage einen Sportplatz. Ihre alltägliche Beschäftigung können sich die Insassen zum Großteil selbst aussuchen. Allerdings werden sie zwischen 20:30 Uhr und 7:30 Uhr in ihren Zellen eingeschlossen. Zudem gibt es für sie keinen Zugang zu Internet und Mobiltelefonen.